# Jerzy Wyrobek
Jerzy Jan Wyrobek (ur. 19 grudnia 1949 w Chorzowie, zm. 26 marca 2013 w Sosnowcu) – polski piłkarz i trener.

## Życiorys
Na boisku występował na pozycji obrońcy. W latach 1970–1977 rozegrał 15 spotkań w reprezentacji Polski (jedna bramka). Syn Ryszarda Wyrobka, bramkarza Ruchu w latach 50., także reprezentanta Polski. Przez wiele lat, w roli piłkarza i trenera, związany z Ruchem Chorzów.
Przebieg kariery piłkarskiej: Stadion Śląski Chorzów, Zagłębie Wałbrzych, Ruch Chorzów (trzykrotny mistrz Polski: 1974, 1975, 1979 i zdobywca Pucharu Polski w 1974) i Tus Schloß Neuhaus.
Laureat Złotych Butów w plebiscycie Sportu (1970/71).
Już jako trener kilkakrotnie obejmował drużynę „Niebieskich”, zawsze w najtrudniejszych dla tego klubu latach. W 1987–1990, po pierwszym historycznym spadku, awansował z drużyną z powrotem do ekstraklasy, w rok po awansie zdobywając mistrzostwo Polski w 1989 roku. W latach 1995–1996 poprowadził podopiecznych do zdobycia Pucharu Polski w 1996 i kolejnego awansu z II ligi (po drugim w historii zdegradowaniu do tej klasy rozgrywek).
Przez ponad trzy lata od 1998 do 2001 trenował Odrę Wodzisław Śląski. Przyczynił się do utrzymania Odry w Ekstraklasie, a w kolejnych dwóch sezonach drużyna Odry prezentowała dobrą i stabilną formę zajmując bezpieczne 9. miejsce w Ekstraklasie.
Od 4 września 2002 do 1 lipca 2003 pełnił obowiązki trenera Pogoni Szczecin, po czym powrócił do Chorzowa.
Podobnie miało być w roku 2003 kiedy to Jerzy Wyrobek po raz trzeci objął stanowisko I trenera Ruchu, jednak brak powrotu do ekstraklasy zmusił go w maju 2005 do podania się do dymisji. We wrześniu 2005 roku objął funkcję I trenera drugoligowego KSZO Ostrowiec Świętokrzyski po tym, jak Jerzy Masztaler został zwolniony.
1 maja 2008 po zwolnieniu Adama Topolskiego został szkoleniowcem drugoligowego Tura Turek, następnie pracował w pierwszoligowym GKS Jastrzębie Zdrój. W latach 2010–2011 ponownie był trenerem Tura Turek.
Od 4 października 2011 do 2012 roku trener drugoligowego zespołu Zagłębie Sosnowiec.
Jerzy Jan Wyrobek zmarł w wyniku przebytego miesiąc wcześniej wylewu krwi do mózgu. Pogrzeb odbył się 29 marca 2013 w Chorzowie Batorym.